# Desktop Gadget Gallery
O Desktop Gadget Gallery é a galeria de Gadgets do Windows 7. Foi lançada para substituir o Windows Sidebar, pois o mesmo não continha muitas opções de personalização. Está presente em todas as edições do sistema. Embora sendo diferente da Windows Sidebar, as funções são totalmente idênticas, somente pelos Gadgets ficarem soltos na tela semelhante a atalhos na área de trabalho, diferente do Windows Vista.
A galeria de Gadgets foi desativada pela Microsoft por eles conterem vulnerabilidade sérias. Gadgets mal intencionados podem ser usados para danificar os computadores, acessar arquivos, mostrar conteúdo inadequado ou mudar de comportamento a qualquer momento.

## História
O Windows Sidebar se originou em um projeto de pesquisa da Microsoft chamado Sideshow (não deve ser confundido com o Windows SideShow). Ele foi desenvolvido no verão de 2000 e era usado internamente na Microsoft.
A barra lateral do Windows apareceu na compilação 3683 do Windows Vista por volta de setembro de 2002 e foi originalmente concebida para substituir a área de notificação e a barra de ferramentas Quick Launch no Windows, mas esses planos foram descartados após a redefinição do desenvolvimento em meados de 2004.
Os gadgets da área de trabalho do Windows foram incluídos em todas as versões beta do Windows 8, mas não chegaram à versão final. Em vez disso, em 10 de julho de 2012 (que está no intervalo entre a última versão beta do Windows 8 e seu lançamento final), a Microsoft emitiu um comunicado de segurança para desativar a barra lateral e os gadgets da área de trabalho no Windows Vista e 7 devido a uma vulnerabilidade de segurança que poderia permitir execução de código.

## Visão geral
No Windows Vista, os gadgets podem ser executados "encaixados" na barra lateral. No Windows 7, eles podem "flutuar" em qualquer lugar da área de trabalho. Também é possível executar várias instâncias de um gadget simultaneamente. O Windows Vista e a barra lateral 7 também funcionam no Windows XP.
Originalmente, a Microsoft forneceu um link para um site chamado Windows Live Gallery, onde gadgets adicionais da barra lateral que foram criados por desenvolvedores de terceiros podem ser baixados. O site foi oficialmente retirado em 1º de outubro de 2011.